# Думонт (Минесота)
Думонт (енгл. Dumont) град је у америчкој савезној држави Минесота.

## Демографија
По попису из 2010. године број становника је 100, што је 22 (-18,0%) становника мање него 2000. године.
| Група             | 2000.        | 2010.      |
| Белци             | 122 (100,0%) | 97 (97,0%) |
| Афроамериканци    | 0 (0,0%)     | 0 (0,0%)   |
| Азијати           | 0 (0,0%)     | 0 (0,0%)   |
| Хиспаноамериканци | 0 (0,0%)     | 3 (3,0%)   |
| Укупно            | 122          | 100        |